# Parafia Matki Bożej Wspomożenia Wiernych w Tychowie
Parafia pw. Matki Bożej Wspomożenia Wiernych w Tychowie – parafia rzymskokatolicka należąca do dekanatu Białogard, diecezji koszalińsko-kołobrzeskiej, metropolii szczecińsko-kamieńskiej. Siedziba parafii mieści się przy ulicy Kościelnej 2, a kościół parafialny przy ulicy Kościelnej 2a. 

## Historia
Została utworzona 1 czerwca 1951 r. 
Od 1948 do 1949 proboszczem parafii był ks. Albin Mydlarz.

## Miejsca święte

### Kościół parafialny
Kościół pw. Matki Bożej Wspomożenia Wiernych w Tychowie został zbudowany z kamienia polnego, prawdopodobnie pod koniec XV wieku. W 1830 r. nawa kościoła została przedłużona o 13,4 m  przez dobudowę ścian o drewnianej konstrukcji szkieletowej. W tym samym czasie, nad częścią kamienną nawy, nadbudowano wieżę  o drewnianej konstrukcji szkieletowej. W roku 1859 dobudowano neorenesansową  kaplicę z lożą kolatorską oraz kryptę grobową w podziemiu, służącą rodzinie von Kleist-Retzow, właścicielom części Tychowa. W krypcie znajduje się około 8 trumien ze szczątkami rodziny fundatorów.
W 1870 r. spaliła się górna część wieży wraz z hełmem, odbudowano  ją już w 1871 r., co upamiętnia chorągiewka z tą datą na szczycie wieży. Na początku XX wieku podczas prowadzonego remontu, wzmocniono wieżę konstrukcją stalową wyprodukowaną w fabryce maszyn rolniczych w Karlinie. Pod koniec I Wojny Światowej z istniejących trzech dzwonów dwa przetopiono na cele militarne. Dwa nowe dzwony zainstalowano pod koniec lat 20. XX wieku.  
W 1935 roku na emporze umieszczono,  odkupione od  jednego z koszalińskich kościołów, organy wyprodukowane przez firmę w Kołobrzegu.. Konsekrowany 1 sierpnia 1945. 

### Kościoły filialne
- Kościół pw. Podwyższenia Krzyża Świętego w Kikowie[1]
- Kościół pw. św. Stanisława Kostki w Kowalkach[1]
- Kościół pw. Matki Bożej Częstochowskiej w Sadkowie[1]
- Kościół pw. św. Szczepana w Starym Dębnie[1]
- Kościół pw. św. Antoniego w Tyczewie[1]
- Punkt odprawiania Mszy św. w Smęcinie[1]